# Popilius fisheri
Popilius fisheri là một loài bọ cánh cứng trong họ Passalidae. Loài này được Pereira miêu tả khoa học năm 1941.